# Emanoel Araújo
Emanoel Alves de Araújo (Santo Amaro da Purificação,  15 de novembro de 1940 – São Paulo, 7 de setembro de 2022) foi um escultor, desenhista, ilustrador, figurinista, gravurista, cenógrafo, pintor, curador e museólogo brasileiro.
Emanuel contou sua história de vida em uma entrevista ao Museu da Pessoa com o título:  "Uma coleção que virou um dos maiores museus da América Latina". 

## Carreira
Realizou sua primeira exposição individual em 1959. Em seguida, mudou-se para Salvador e ingressou na Escola de Belas Artes da Universidade Federal da Bahia. Em 1972, foi premiado com medalha de ouro na 3ª Bienal Gráfica de Florença, Itália. Entre 1981 e 1983 dirigiu o Museu de Arte da Bahia e expôs no Museu de Arte de São Paulo Assis Chateaubriand. Em 1988, lecionou artes gráficas e escultura no Arts College, na City University of New York. De 1992 a 2002, exerceu o cargo de diretor da Pinacoteca do Estado de São Paulo. Em 2004 torna-se curador e diretor do Museu Afro-Brasil. 
Em 22 de junho de 2009, foi agraciado com o oficialato da Ordem do Ipiranga pelo Governo do Estado de São Paulo, na pessoa do então governador José Serra.
Emanoel Araújo faleceu em 7 de setembro de 2022, aos 81 anos de idade, em sua casa, em São Paulo.